# Palicus cortezi
Palicus cortezi is een krabbensoort uit de familie van de Palicidae. De wetenschappelijke naam van de soort is voor het eerst geldig gepubliceerd in 1937 door Crane.